# Новосибирский инструментальный завод
Новосиби́рский инструмента́льный заво́д (АО «НИЗ», JSC «Novosibirsk Tools Plant») — одно из крупнейших российских машиностроительных предприятий по производству слесарно-монтажного инструмента.

## История
В начале Великой Отечественной войны из Ленинграда в Новосибирск вместе с работниками был частично эвакуирован Сестрорецкий инструментальный завод, и на этой базе был основан Новосибирский инструментальный завод. Первый станок на новом месте заработал 17 сентября 1941 года. Днём рождения Новосибирского инструментального завода считается 23 октября 1941 года — дата, когда станкостроительный цех начал производить оснащение для цехов основного производства. В декабре выпущена первая продукция для фронта. Некоторое время завод выпускал продукцию под маркой Сестрорецкого инструментального завода.
В начале на заводе изготавливали боеприпасы, в дальнейшем перешли на выпуск оснастки и инструмента, потребность в которых испытывали другие промышленные предприятия, также эвакуированные на восток страны. Также завод изготавливал сложные запчасти для машин и тракторов, находящихся в колхозах и совхозах Новосибирской области.
17 июля 1951 года вышло Постановление Совета Министров СССР об объединении двух производственных площадок завода и увеличении общей площади.
В 1958 году построен новый корпус. Ведутся работы по автоматизации производства. Основной продукцией является слесарно-монтажный и зажимной инструмент.
В 1960-х годах осваивается производство широкого ассортимента шофёрских наборов (наборов гаечных ключей для обслуживания автомобиля) — «визитной карточки» предприятия. Построен цех гальванопокрытий и цех по переработке пластмасс. Осуществлён перевод котельной на газообразное топливо. Начата эксплуатация нового пролёта кузнечно-прессового цеха. Для работников завода построено 12-этажное общежитие.
В 1994 году путём акционирования Новосибирского инструментального производственного объединения создано ОАО «Новосибирский инструментальный завод». Внедрены новые технологические процессы: автоматические линии безоблойной горячей штамповки и окрашивания методом электрофореза, пластизольное покрытие инструмента и многие другие.
В 2008—2009 годах начато переоснащение кузнечного производства, в частности, произведено обновление оборудования в кузнечно-штамповочном цехе: введены в эксплуатацию две установки для индукционного нагрева мерных заготовок.
В марте 2010 года начато производство взрывобезопасного инструмента с медным покрытием, исключающее появление искр.

## Продукция

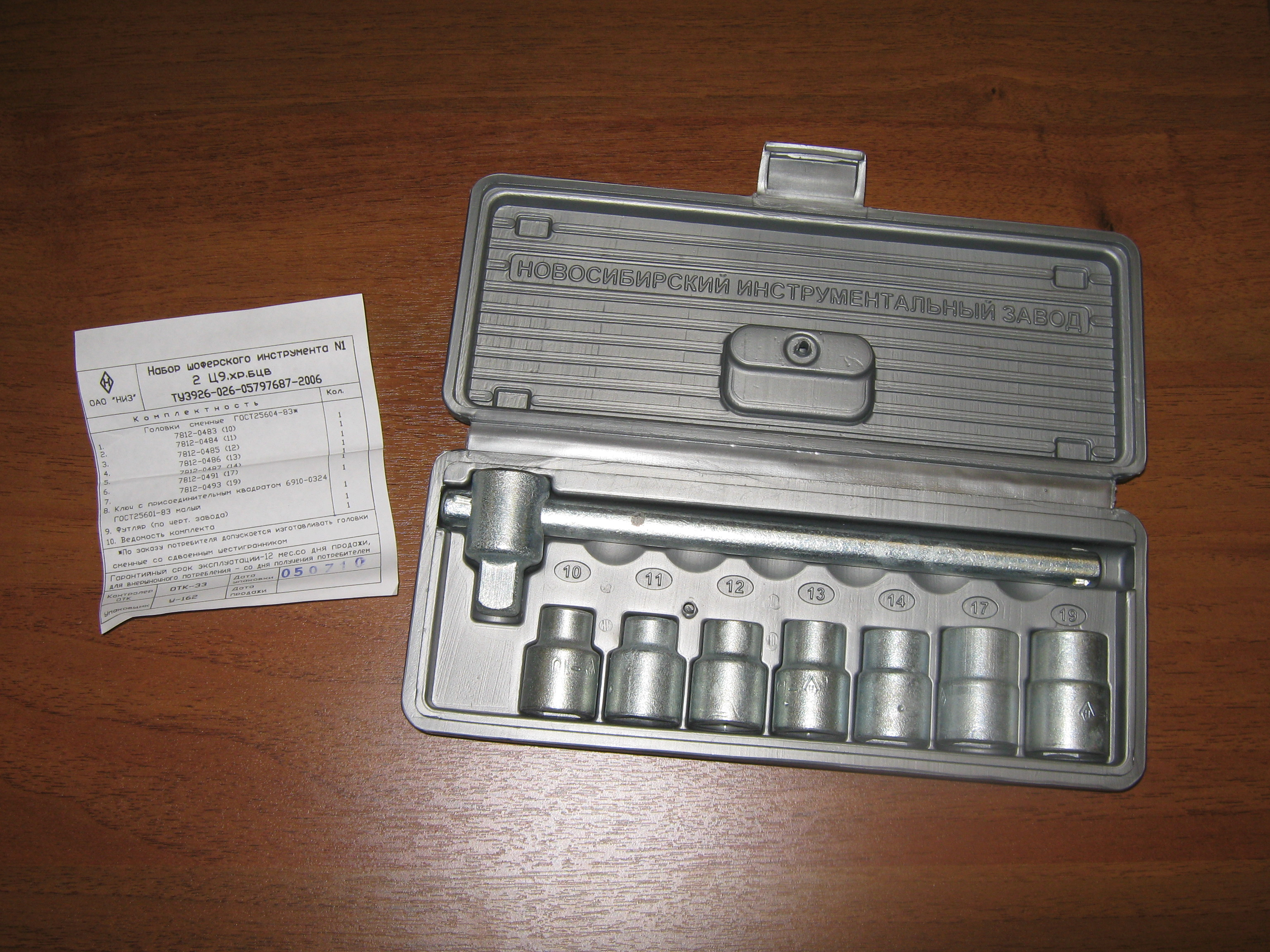
Набор торцевых головок № 1

Гаечные ключи, плоскогубцы, кусачки, молотки и кувалды, стамески, зубила, патроны сверлильные для дрели и ключи к ним, тиски, КТР, головки шестигранные, отвёртки, ключи моментные, искробезопасный, электробезопасный и другой инструмент.